# Edward John Kerling

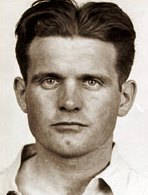
Edward John Kerling 1942

Edward John Kerling (* 12. Juni 1909 in Biebrich; † 8. August 1942 in Washington, D.C.) war ein deutscher Spion und Saboteur im Auftrag der deutschen Abwehr und einer der Leiter des Unternehmens Pastorius während des Zweiten Weltkriegs. Er wurde 1942 in den Vereinigten Staaten wegen Spionagetätigkeit hingerichtet. 

## Leben

### Frühe Jahre
Kerling war der Sohn von Kasper und Walberoa Kerling und hatte eine Schwester. Sein Vater Kasper war Leutnant der deutschen Armee im Ersten Weltkrieg. Kerling studierte Ingenieurwissenschaften an der Universität Freiburg und trat zum 1. Februar 1928 der NSDAP bei (Mitgliedsnummer 75.689). Nach seinem Schulabschluss emigrierte er in die USA, arbeitete in den folgenden Jahren in vielen unterschiedlichen Arbeitsstellen und wurde Mitglied im Amerikadeutschen Bund. Am 13. Oktober 1931 heiratete Kerling in New York Marie Sighard, eine deutsche Emigrantin aus München. Von 1933 bis 1940 reiste das Ehepaar häufig zu Familienbesuchen nach Deutschland.

### Zweiter Weltkrieg und Unternehmen Pastorius
Im Sommer 1940 kehrte Kerling nach Deutschland zurück, um Arbeit zu suchen. Er erhielt eine Stelle bei der Wehrmacht, wo er englische Sendungen ins Deutsche übersetzte. Er wurde für die Dauer des Projekts nach Deauville in Frankreich entsandt und kehrte nach drei Monaten nach Berlin zurück. Nach seiner Rückkehr erhielt Kerling eine Stelle im Reichsministerium für Volksaufklärung und Propaganda als Leiter der deutschen Theater, bis ihm Mitte April 1942 der Abwehroffizier Walter Kappe anbot, im Rahmen einer militärischen Mission in die USA zurückzukehren, für die Männer gesucht wurden, die früher in den USA gelebt hatten. Kerling nahm das Angebot an und verbrachte ab 1. Mai 1942 mehrere Wochen zusammen mit elf weiteren ausgewählten Personen, darunter George John Dasch, Herbert Hans Haupt, Hermann Otto Neubauer und Werner Thiel in einem Herrenhaus außerhalb Brandenburgs am Quenzsee zur Ausbildung als Geheimagenten, bei der sie sich kennenlernen und ihr Englisch perfektionieren sollten. Ein weiterer Teil der Ausbildung bestand aus dem Umgang mit explosiven Materialien und der Vorbereitung von Sabotageaktionen. 
Nach Beendigung ihrer Ausbildung wurden zwei Kommandos gebildet; jedes Kommando erhielt 50.000 Dollar in bar für Bestechungsgelder und Ausgaben, und 9.000 Dollar pro Mitglied. Das Kommando unter dem Befehl von Kerling mit Neubauer, Thiel und Haupt fuhr mit dem U-Boot U 584 von Lorient in Frankreich aus in die USA. Ihre Aufgabe war die Verminung folgender Gebiete: die Pennsylvania Railroad in Newark, New Jersey, Kanalschleusen in St. Louis und Cincinnati sowie Bombenanschläge auf jüdische Kaufhäuser in New York.
Kerlings Kommando landete am 17. Juni 1942 in Ponte Vedra Beach, Florida. Beide Kommandos landeten in vollständigen oder teilweisen deutschen Uniformen, um bei einer potenziellen Festnahme als Kriegsgefangene und nicht als Spione behandelt zu werden. Nach der Landung wurden die Uniformen gegen Zivilkleidung getauscht und das Sabotagematerial am Strand vergraben. Von der Landungsstelle reisten die Mitglieder per Bus nach Jacksonville und weiter per Zug nach Cincinnati, Ohio, wo Kerling und Thiel nach New York weiterfuhren, Haupt und Neubauer reisten weiter nach Chicago, Illinois. Kerling und Thiel wurden am 23. Juni 1942 vom Federal Bureau of Investigation bei seiner in New York City lebenden Ehefrau verhaftet, da zwei Mitglieder des anderen Kommandos, George John Dasch und Ernst Peter Burger, die gesamte Operation verraten und die US-Bundesbehörden über die geplanten Sabotageaktionen informiert hatten; Neubauer und Haupt wurden am 27. Juni in Chicago verhaftet.

### Prozess und Hinrichtung
Kerling und die sieben anderen Beteiligten wurden in Washington, D.C. von einem Militärgericht angeklagt und wegen Spionage zum Tode verurteilt. Dasch und Burger erhielten lange Haftstrafen, die nach dem Krieg in eine Ausweisung umgewandelt wurden.
Vor seiner Hinrichtung schrieb Kerling einen letzten Brief an seine Frau:
„Marie, meine Frau – ich bin bei dir bis zur letzten Minute! Das wird mir helfen, es als Deutscher zu nehmen! Selbst der Himmel da draußen ist dunkel. Es regnet. Unsere Gräber sind weit weg von zu Hause, aber nicht vergessen. Marie, bis wir uns in einer besseren Welt wiedersehen! Möge Gott mit dir sein. Meine Liebe für dich, mein Herz für mein Land. Heil Hitler! Dein Ed, immer.“
Kerling, Herbert Hans Haupt, Henry Harm Heinck, Hermann Otto Neubauer, Richard Quirin und Werner Thiel wurden am 8. August 1942 auf dem elektrischen Stuhl des District of Columbia hingerichtet. Es war die größte Massenhinrichtung, die bis dahin in einem US-Gefängnis durchgeführt wurde. Kerling und die anderen Hingerichteten wurden auf dem Armenfriedhof in Blue Plains in Washington D.C. beigesetzt. Ursprünglich waren die Gräber durch Nummerntafeln gekennzeichnet, bis eine deutsch-amerikanische Organisation ein kleines Denkmal zur Erinnerung an ihr Leben aufstellte.

### Weitere Verfahren
Vier Personen wurden verhaftet, weil sie mit Kerling im Zusammenhang mit dem Unternehmen Pistorius in Verbindung standen: Sein Freund Helmut Leiner, dessen Freundin Hedwig Engemann, seine inzwischen von ihm getrennt lebende Frau Marie Sighard und deren Freund Ernest Herman Kerkhof. Leiner wurde wegen Hochverrats angeklagt, weil er sich bereit erklärt hatte, zwei 50-Dollar-Scheine für Kerling zu wechseln. Er wurde freigesprochen, da er kein amerikanischer Staatsbürger war, dann aber interniert. 1943 bekannte sich Leiner in drei Fällen des Handels mit dem Feind schuldig und wurde zu 18 Jahren Gefängnis verurteilt und 1954 auf Bewährung entlassen. Engemann wurde ebenfalls verdächtigt, Geld für Kerling getauscht zu haben, doch reichten die Beweise nur aus, um sie wegen Anstiftung zum Hochverrat anzuklagen. Die Anklage lautete, dass sie von Leiners Geschäften gewusst und nicht interveniert hatte. Engemann bekannte sich schuldig und wurde zu einer dreijährigen Haftstrafe verurteilt und im April 1945 auf Bewährung entlassen. Obwohl beide für den Rest des Krieges interniert waren, wurden sie aus Mangel an Beweisen nicht angeklagt. Zwar waren beide Mitglieder des Amerikadeutschen Bundes, aber gegen Kerkhof gab es keine weiteren Beweise, und der einzige Beweis gegen Sighard war, dass Leiner versucht hatte, ein Treffen zwischen ihr und Kerling zu arrangieren.